# Sale (Vitória)
Sale é uma cidade no estado de Vitória na Austrália. Em 2018 tinha uma população de 15.021 habitantes.